# Hiroaki Morishima
Hiroaki Morishima (森島 寛晃, Morishima Hiroaki, Hiroshima, 30 april 1972) is een Japans voormalig voetballer die als middenvelder speelde.

## Carrière
Hiroaki Morishima speelde tussen 1991 en 2008 voor Cerezo Osaka.

## Japans voetbalelftal
Hiroaki Morishima debuteerde in 1995 in het Japans nationaal elftal en speelde 64 interlands, waarin hij 12 keer scoorde.

## Statistieken
| Japans voetbalelftal | Japans voetbalelftal | Japans voetbalelftal |
| Jaar                 | Wed.                 | Dlp.                 |
| -------------------- | -------------------- | -------------------- |
| 1995                 | 9                    | 0                    |
| 1996                 | 11                   | 2                    |
| 1997                 | 14                   | 5                    |
| 1998                 | 3                    | 0                    |
| 1999                 | 0                    | 0                    |
| 2000                 | 10                   | 3                    |
| 2001                 | 9                    | 1                    |
| 2002                 | 8                    | 1                    |
| Totaal               | 64                   | 12                   |